# Elecciones regionales de Junín de 2010
Las elecciones regionales de Junín de 2010 se llevaron a cabo el 3 de octubre de 2010 para elegir al presidente regional, al vicepresidente regional y al Consejo Regional para el periodo 2011-2014. La elección se celebró simultáneamente con elecciones regionales y municipales (provinciales y distritales) en todo el Perú.

## Sistema electoral
El Gobierno Regional de Junín es el órgano administrativo y de gobierno del departamento de Junín. Está compuesto por el presidente regional, el vicepresidente regional y el Consejo Regional.
La votación se realiza en base al sufragio universal, que comprende a todos los ciudadanos nacionales mayores de dieciocho años, empadronados y residentes en el departamento de Junín y en pleno goce de sus derechos políticos.
El presidente y vicepresidente regional son elegidos por sufragio directo. Para que un candidato sea proclamado ganador debe obtener no menos de 30 % de votos válidos. En caso ningún candidato logre ese porcentaje en la primera vuelta electoral, los dos candidatos más votados participan en una segunda vuelta o balotaje.
El Consejo Regional de Junín está compuesto por 11 consejeros elegidos por sufragio directo para un período de cuatro (4) años. La votación es por lista cerrada y bloqueada. Cada provincia del departamento de Junín constituye una circunscripción electoral. Se asigna a la lista ganadora los escaños según el método d'Hondt. La distribución y el número de consejeros regionales es la siguiente:
| Circunscripción                                            | Escaños | Mapa |
| ---------------------------------------------------------- | ------- | ---- |
| Chanchamayo y Satipo                                       | 2       |      |
| Chupaca, Concepción, Huancayo, Jauja, Junín, Tarma y Yauli | 1       |      |

## Composición del Consejo Regional de Junín
La siguiente tabla muestra la composición del Consejo Regional de Junín antes de las elecciones.
| Partidos | Partidos                                     | Consejeros |
| -------- | -------------------------------------------- | ---------- |
|          | Convergencia Regional Descentralista         | 6          |
|          | Movimiento Independiente Fuerza Constructora | 1          |
|          | Frente Patriota Peruano                      | 1          |
|          | Partido Aprista Peruano                      | 1          |

## Partidos y candidatos
A continuación se muestra una lista de los principales partidos y alianzas electorales que participan en las elecciones:
| Candidatura | Candidatura     | Partidos y alianzas | Candidatos | Candidatos              | Ideología                                                          | Resultado previo | Resultado previo | Ref. |
| Candidatura | Candidatura     | Partidos y alianzas | Candidatos | Candidatos              | Ideología                                                          | Votos (%)        | Con.             | Ref. |
| ----------- | --------------- | --- | ---------- | ----------------------- | ------------------------------------------------------------------ | ---------------- | ---------------- | ---- |
|             | CONREDES        | Lista - Convergencia Regional Descentralista (CONREDES)                                                                      |            | Walter Angulo Mera      | Regionalismo juninense                                             | 25.75%           | 6                |      |
|             | FC              | Lista - Movimiento Independiente Fuerza Constructora (FC)                                                                    |            | Alcides Chamorro Balbín | Regionalismo juninense                                             | 17.66%           | 1                |      |
|             | FPP             | Lista - Frente Patriota Peruano (FPP)                                                                                        |            | Mario Canzio Álvarez    | Regionalismo juninense                                             | 16.43%           | 1                |      |
|             | APRA            | Lista - Partido Aprista Peruano (APRA)                                                                                       |            | Gerardo Porras Dolorier | Aprismo                                                            | 9.84%            | 1                |      |
|             | JUS–CJJ         | Lista - Alianza Regional Junín Sostenible (JUS–CJJ) – Junín Sostenible con su Gente (JUS) – Caminemos Juntos por Junín (CJJ) |            | Daniel Díaz Erquinio    | Regionalismo juninense                                             | 3.88%            | 0                |      |
|             | APP             | Lista - Alianza para el Progreso (APP)                                                                                       |            | Rafael Rosales Rojas    | Liberalismo económico Conservadurismo liberal Populismo de derecha | 3.49%            | 0                |      |
|             | AP              | Lista - Acción Popular (AP)                                                                                                  |            | Jorge Álvarez Beraún    | Humanismo Nacionalismo cívico Reformismo                           | Nuevo            | Nuevo            |      |
|             | C90             | Lista - Cambio 90 (C90) |            | Pedro Jinés Arroyo      | Fujimorismo                                                        | Nuevo            | Nuevo            |      |
|             | PP              | Lista - Perú Posible (PP) |            | Pedro Parco Espinoza    | Socioliberalismo Democracia liberal Tercera vía                    | Nuevo            | Nuevo            |      |
|             | F2011           | Lista - Fuerza 2011 (F2011)                                                                                                  |            | Moisés Guía Pianto      | Fujimorismo Conservadurismo social Populismo de derecha            | Nuevo            | Nuevo            |      |
|             | UxJ             | Lista - Movimiento Independiente Unidos por Junín, Sierra y Selva (UxJ)                                                      |            | Manuel Duarte Velarde   | Regionalismo juninense                                             | Nuevo            | Nuevo            |      |
|             | La Carita Feliz | Lista - Movimiento Independiente Regional La Carita Feliz (La Carita Feliz)                                                  |            | Rafael Berrocal Ramos   | Regionalismo juninense                                             | Nuevo            | Nuevo            |      |
|             | PL              | Lista - Movimiento Político Regional Perú Libre (PL)                                                                         |            | Vladimir Cerrón Rojas   | Socialismo del siglo XXI Marxismo-leninismo Mariateguismo          | Nuevo            | Nuevo            |      |
|             | BPJ             | Lista - Bloque Popular Junín (BPJ)                                                                                           |            | Julio Llallico Colca    | Regionalismo juninense                                             | Nuevo            | Nuevo            |      |

## Sondeos de opinión
Las siguientes tablas enumeran las estimaciones de la intención de voto en orden cronológico inverso, mostrando las más recientes primero y utilizando las fechas en las que se realizó el trabajo de campo de la encuesta. Cuando se desconocen las fechas del trabajo de campo, se proporciona la fecha de publicación.
Leyenda:
     Sondeo realizado en el periodo de prohibición legal de la difusión de sondeos de intención de voto.

### Intención de voto
La siguiente tabla enumera las estimaciones ponderadas (sin incluir votos en blanco y nulos) de la intención de voto.
|                               |            |   |      |      |      |     |     |      |  |  |  |  |  |  |  |  |
| Elecciones regionales de 2010 | 3 oct 2010 | — | 33.4 | 14.2 | 10.5 | 8.9 | 6.4 | 19.2 |  |  |  |  |  |  |  |  |
|                               |            |   |      |      |      |     |     |      |  |  |  |  |  |  |  |  |
| Ipsos Apoyo/América           | 3 oct 2010 | ? | 32.9 | –    | –    | –   | –   | ?    |  |  |  |  |  |  |  |  |
| CPI                           | 3 oct 2010 | ? | 36.5 | –    | 13.3 | –   | –   | 23.2 |  |  |  |  |  |  |  |  |

## Resultados

### Gobierno Regional de Junín
|                      | Vladimir Cerrón Rojas   | Movimiento Político Regional Perú Libre (PL)                        | 172,979 | 33.43 |  |  |  |
|                      | Moisés Guía Pianto      | Fuerza 2011 (F2011)                                                 | 73,357  | 14.18 |  |  |  |
|                      | Alcides Chamorro Balbín | Movimiento Independiente Fuerza Constructora (FC)                   | 54,399  | 10.51 |  |  |  |
|                      | Walter Angulo Mera      | Convergencia Regional Descentralista (CONREDES)                     | 46,151  | 8.92  |  |  |  |
|                      | Daniel Díaz Erquinio    | Alianza Regional Junín Sostenible (JUS–CJJ)                         | 33,260  | 6.43  |  |  |  |
|                      | Gerardo Porras Dolorier | Partido Aprista Peruano (APRA)                                      | 31,337  | 6.06  |  |  |  |
|                      | Julio Llallico Colca    | Bloque Popular Junín (BPJ)                                          | 23,593  | 4.56  |  |  |  |
|                      | Jorge Álvarez Beraún    | Acción Popular (AP)                                                 | 23,431  | 4.53  |  |  |  |
|                      | Rafael Berrocal Ramos   | Movimiento Independiente Regional La Carita Feliz (La Carita Feliz) | 15,538  | 3.00  |  |  |  |
|                      | Rafael Rosales Rojas    | Alianza para el Progreso (APP)                                      | 14,620  | 2.83  |  |  |  |
|                      | Manuel Duarte Velarde   | Movimiento Independiente Unidos por Junín, Sierra y Selva (UxJ)     | 11,839  | 2.29  |  |  |  |
|                      | Pedro Parco Espinoza    | Perú Posible (PP)                                                   | 8,489   | 1.64  |  |  |  |
|                      | Mario Canzio Álvarez    | Frente Patriota Peruano (FPP)                                       | 6,095   | 1.18  |  |  |  |
|                      | Pedro Jinés Arroyo      | Cambio 90 (C90)                                                     | 2,402   | 0.46  |  |  |  |
|                      |                         |                                                                     |         |       |  |  |  |
| Total                | Total                   | Total                                                               | 517,490 |       |  |  |  |
|                      |                         |                                                                     |         |       |  |  |  |
| Votos válidos        | Votos válidos           | Votos válidos                                                       | 517,490 | 80.40 |  |  |  |
| Votos en blanco      | Votos en blanco         | Votos en blanco                                                     | 68,680  | 10.67 |  |  |  |
| Votos nulos          | Votos nulos             | Votos nulos                                                         | 57,505  | 8.93  |  |  |  |
| Votos emitidos       | Votos emitidos          | Votos emitidos                                                      | 643,675 | 83.09 |  |  |  |
| Abstenciones         | Abstenciones            | Abstenciones                                                        | 131,039 | 16.91 |  |  |  |
| Votantes registrados | Votantes registrados    | Votantes registrados                                                | 774,714 |       |  |  |  |
|                      |                         |                                                                     |         |       |  |  |  |
| Fuente:              |                         |                                                                     |         |       |  |  |  |

### Consejo Regional de Junín

#### Sumario general
| |                                                                     |              |              |              |         |         |  |  |
| Partidos y coaliciones                                                                                         | Partidos y coaliciones                                              | Voto popular | Voto popular | Voto popular | Escaños | Escaños |  |  |
| Partidos y coaliciones                                                                                         | Partidos y coaliciones                                              | Votos        | %            | ±pp          | Total   | +/−     |  |  |
| | Movimiento Político Regional Perú Libre (PL)                        | 108,868      | 22.39        | Nuevo        | 7       | +7      |  |  |
| | Fuerza 2011 (F2011)                                                 | 72,580       | 14.93        | Nuevo        | 2       | +2      |  |  |
| | Convergencia Regional Descentralista (CONREDES)                     | 52,067       | 10.71        | n/a          | 1       | –5      |  |  |
| | Alianza Regional Junín Sostenible (JUS–CJJ)1                        | 44,232       | 9.10         | +5.22        | 0       | ±0      |  |  |
| | Movimiento Independiente Fuerza Constructora (FC)                   | 42,566       | 8.75         | –8.91        | 0       | –1      |  |  |
| | Partido Aprista Peruano (APRA)                                      | 34,912       | 7.18         | –2.66        | 0       | –1      |  |  |
| | Acción Popular (AP)                                                 | 31,706       | 6.52         | n/a          | 0       | ±0      |  |  |
| | Bloque Popular Junín (BPJ)                                          | 26,238       | 5.40         | Nuevo        | 0       | ±0      |  |  |
| | Alianza para el Progreso (APP)                                      | 19,432       | 4.00         | +0.51        | 1       | +1      |  |  |
| | Movimiento Independiente Regional La Carita Feliz (La Carita Feliz) | 17,740       | 3.65         | Nuevo        | 0       | ±0      |  |  |
| | Movimiento Independiente Unidos por Junín, Sierra y Selva (UxJ)     | 12,601       | 2.59         | Nuevo        | 0       | ±0      |  |  |
| | Perú Posible (PP)                                                   | 11,328       | 2.33         | n/a          | 0       | ±0      |  |  |
| | Frente Patriota Peruano (FPP)                                       | 9,158        | 1.88         | –14.55       | 0       | –1      |  |  |
| | Cambio 90 (C90)                                                     | 2,818        | 0.58         | Nuevo        | 0       | ±0      |  |  |
| |                                                                     |              |              |              |         |         |  |  |
| Total | Total                                                               | 486,246      |              |              | 11      | +2      |  |  |
| |                                                                     |              |              |              |         |         |  |  |
| Votos válidos                                                                                                  | Votos válidos                                                       | 486,246      | 75.54        | –12.16       |         |         |  |  |
| Votos en blanco                                                                                                | Votos en blanco                                                     | 100,829      | 15.66        | +12.31       |         |         |  |  |
| Votos nulos | Votos nulos                                                         | 56,600       | 8.79         | –0.15        |         |         |  |  |
| Votos emitidos                                                                                                 | Votos emitidos                                                      | 643,675      | 83.09        | –1.48        |         |         |  |  |
| Abstenciones                                                                                                   | Abstenciones                                                        | 131,039      | 16.91        | +1.48        |         |         |  |  |
| Votantes registrados                                                                                           | Votantes registrados                                                | 774,714      |              |              |         |         |  |  |
| |                                                                     |              |              |              |         |         |  |  |
| Fuente: |                                                                     |              |              |              |         |         |  |  |
| Notas al pie: 1 Comparado con los resultados de Junín Sostenible con su Gente (JUS) en las elecciones de 2006. |                                                                     |              |              |              |         |         |  |  |
| Notas al pie:                                                                                                  |                                                                     |              |              |              |         |         |  |  |
| 1 Comparado con los resultados de Junín Sostenible con su Gente (JUS) en las elecciones de 2006.               |                                                                     |              |              |              |         |         |  |  |

### Autoridades electas
| Cargo                                         | Autoridad electa | Autoridad electa                | Partido político | Partido político                        |
| --------------------------------------------- | ---------------- | ------------------------------- | ---------------- | --------------------------------------- |
| Presidente Regional de Junín                  |                  | Vladimir Cerrón Rojas           |                  | Movimiento Político Regional Perú Libre |
| Vicepresidente Regional de Junín              |                  | Américo Mercado Méndez          |                  | Movimiento Político Regional Perú Libre |
| Consejera Regional de Junín (por Chanchamayo) |                  | Delia Calderón Pérez            |                  | Fuerza 2011                             |
| Consejero Regional de Junín (por Chanchamayo) |                  | Delio Gaspar Quispe             |                  | Movimiento Político Regional Perú Libre |
| Consejera Regional de Junín (por Chupaca)     |                  | Lucinda Quispealaya Salvatierra |                  | Movimiento Político Regional Perú Libre |
| Consejera Regional de Junín (por Concepción)  |                  | Silvia Castillo Vargas          |                  | Movimiento Político Regional Perú Libre |
| Consejero Regional de Junín (por Huancayo)    |                  | Eddy Misari Conde               |                  | Movimiento Político Regional Perú Libre |
| Consejero Regional de Junín (por Jauja)       |                  | Víctor Torres Montalvo          |                  | Movimiento Político Regional Perú Libre |
| Consejero Regional de Junín (por Junín)       |                  | Gines Barrios Alderete          |                  | Alianza para el Progreso                |
| Consejero Regional de Junín (por Satipo)      |                  | Mario Flores Chiricente         |                  | Fuerza 2011                             |
| Consejera Regional de Junín (por Satipo)      |                  | Edith Huari Contreras           |                  | Movimiento Político Regional Perú Libre |
| Consejero Regional de Junín (por Tarma)       |                  | Moisés Tacuri García            |                  | Convergencia Regional Descentralista    |
| Consejero Regional de Junín (por Yauli)       |                  | Saúl Arcos Galván               |                  | Movimiento Político Regional Perú Libre |